# 三疊紀冰原島峰
74°21′S 73°7′W / 74.350°S 73.117°W
三疊紀冰原島峰（英語：Triassic Nunatak）是南極洲的冰原島峰，位於帕爾默地，處於侏羅紀冰原島峰西南面2.8公里，屬於伊冰原島峰的一部分，現時由南極條約體系管理。